# Les truands cuisinent
Pour plus de détails, voir Fiche technique et Distribution.
Les truands cuisinent (Basta – Rotwein oder Totsein) est un film germano-autrichien réalisé par Pepe Danquart, sorti en 2004.

## Synopsis
Oskar était autrefois un grand gangster qui est maintenant emprisonné. Il a pris un gardien en otage pour demander sa sortie. Dans la voiture de la fuite conduite par Valentin, il fait la connaissance de Maria, la psychologue de la prison, qui lui demande de lui donner l'arme et d'arrêter son évasion, en lui promettant de se revoir à sa sortie de prison. Oskar lui obéit.
Quand il est libéré après sa détention, il est avec la psychologue qui est convaincue que l'on peut tout régler par la parole et non par la violence. Oskar change complètement de vie. Influencée par elle, il s'adoucit et se consacre à sa passion, la cuisine. Mais quand Konstantin, le parrain de Vienne, apprend que Oskar voudrait sortir un livre, il pense que l'homme fera des révélations et demande à Valentin d'être auprès d'Oskar. En fait, Oskar veut écrire un livre de recettes.
De malentendus en malentendus, la mafia est de plus en plus tendue. Cela se finit par une impasse mexicaine dans laquelle meurt Maria.
Alors a lieu un saut dans le temps, on revient au début du film. Cette fois, Oskar a mis le gardien otage dans la voiture de Valentin et décide de ne pas avoir de relation avec Maria.

## Fiche technique
- Titre français : Les truands cuisinent[1]
- Titre original : Basta – Rotwein oder Totsein
- Réalisation : Pepe Danquart
- Scénario : Chris Kraus
- Musique : Walter W. Cikan
- Direction artistique : Isidor Wimmer
- Costumes : Gudrun Schretzmeier
- Photographie : Carl-Friedrich Koschnick (de)
- Son : Heinz Ebner
- Montage : Britta Nahler (de)
- Production : Danny Krausz, Kurt Stocker, Gerd Huber, Michael Bindlechner (de)
- Sociétés de production : Dor Film
- Société de distribution : Luna Filmverleih
- Pays de production :  Allemagne,  Autriche
- Langue : allemand
- Format : Couleur - 1,85:1 - Dolby Digital - 35 mm
- Genre : Comédie
- Durée : 108 minutes
- Dates de sortie :
  - Autriche : 11 novembre 2004.
  - Allemagne : 28 avril 2005.
  - France : 28 juin 2006.

## Distribution
- Henry Hübchen : Oskar
- Moritz Bleibtreu : Valentin
- Corinna Harfouch : Maria
- Paulus Manker : Leo
- Nadeshda Brennicke : Diana
- Roland Düringer : Belmondo
- Josef Hader : Nowak
- Georg Friedrich : Tom
- Karlheinz Hackl : Konstantin
- Vincent Klink : Paul
- Jumbo Schreiner (de) : Tyson